# Ivan Morton Niven
Ivan Morton Niven (25 de octubre de 1915 - 9 de mayo de 1999) fue un matemático estadounidense y canadiense. Se graduó en la universidad británica Columbia y cursó el doctorado en la universidad de Chicago. Fue miembro de la Universidad de Oregón desde el año 1947 hasta su jubilación en 1981. Recibió el premio Charles E. Johnson de su universidad en 1981. 

## Área de trabajo
Trabajó principalmente en teoría de números y completó la demostración del problema de Waring en 1943. Esta conjetura, formulada en 1770, afirmaba que cada entero positivo es la suma de un número finito de potencias enésimas de enteros.

## Vida profesional
Fue presidente de la Asociación Matemática Americana (MAA por sus siglas en inglés) desde el año 1983 hasta el año 1994. Recibió la medalla de la MAA a la distinción en el servicio en 1989.
Murió en 1999, en Eugene (Oregón).

## Hitos profesionales
Los números de Niven, también conocidos como Números de Harshad se nombraron en su honor. En el año 2000, el asteroide (12513) Niven, descubierto en 1988 fue bautizado con su nombre.